# Бриллианты (альбом «ВИА Гры»)
«Бриллианты» — первый официальный сборник хитов украинской женской поп-группы «ВИА Гра», вышедший и поступивший в продажу 12 декабря 2005 года.

## Об альбоме
«Бриллианты» являются пятым альбомным релизом группы, и в частности, первым в виде сборника лучших песен, выпущенным спустя 2 года и 1 месяц после предыдущего релиза «Биология» 12 ноября 2003 года. Помимо старых синглов, на этой компиляции присутствуют и новые, ранее не издававшиеся на предыдущих альбомах песни, записанные в период с 2004 по 2005 годы: «Притяженья больше нет», «Нет ничего хуже», «Бриллианты» и украиноязычная «Ой, говорила чиста вода» с мюзикла «Сорочинская ярмарка». Все композиции представлены в оригинале. Релиз сборника в России и на Украине состоялся 12 декабря 2005 года, в Европе 21 марта 2006 года. Компиляция была выпущена в CD-формате под руководством лейблов «Меладзе Бразерс» и CD Land. Позже появилась и в цифровом формате на ITunes Store. Сборник вышел в обычном и коллекционном вариантах. Обычное издание включает в себя 14 треков и издано в упаковке типа джевел. Коллекционное издано в упаковке диджипак и содержит 15 треков, а также два видеоклипа. Дополнительным треком является песня «Появись, мой суженый» из мюзикла «Вечера на хуторе близ Диканьки». Автором слов и музыки всех композиций является Константин Меладзе, за исключением «Ой, говорила чиста вода», текст к которой написала Дианна Гольдэ.

## Список композиций
| №                   | Название                                       | Длительность  |
| ------------------- | ---------------------------------------------- | ------------- |
| 1.                  | «Бриллианты»                                   | 3:25          |
| 2.                  | «Ой, говорила чиста вода»                      | 3:54          |
| 3.                  | «Биология»                                     | 3:43          |
| 4.                  | «Стоп! Стоп! Стоп!»                            | 3:43          |
| 5.                  | «Попытка № 5»                                  | 3:22          |
| 6.                  | «Океан и три реки»                             | 3:37          |
| 7.                  | «Мир, о котором я не знала до тебя»            | 3:55          |
| 8.                  | «Притяженья больше нет»                        | 4:23          |
| 9.                  | «Good morning, папа!»                          | 3:33          |
| 10.                 | «Убей мою подругу»                             | 3:43          |
| 11.                 | «Не оставляй меня, любимый!»                   | 3:30          |
| 12.                 | «Я не вернусь»                                 | 3:44          |
| 13.                 | «Бомба»                                        | 3:26          |
| 14.                 | «Нет ничего хуже»                              | 3:40          |
| 15.                 | «Появись, мой суженый (коллекционное издание)» | 3:15          |
| Общая длительность: | Общая длительность:                            | 51:38 (54:53) |

## Критика
Музыкальный портал Miamusic высоко оценил сборник, поставив ему 10 баллов из 10 возможных. В рецензии отметили очень малое количество новых песен, не представленных ранее публике: «Менеджмент группы вновь решил заработать на поклонниках и не стал записывать полноценно новый альбом, он принял решение, что лучше записать пару новых песен и добавить десяток старых проверенных хитов группы». Однако, этот факт не помешал рецензенту высоко оценить музыкальное оформление компиляции: «Использованы интересные аранжировки, все песни не похожи друг на друга, каждый трек является абсолютно самостоятельным хитом. Что касается стихов, то они на стабильно высоком профессиональном уровне. Автор текстов использует интересные образы, литературные обороты и лексику». В конце рецензии было вынесено некое заключение работам группы: «Коллектив старается расти в своём творчестве, развиваться и совершенствоваться. А до тех пор, пока песни для него будет писать Константин Меладзе, коллектив обречён на успех».